# Chilocardamum longistylum
Chilocardamum longistylum là một loài thực vật có hoa trong họ Cải. Loài này được (Romanczuk) Al-Shehbaz mô tả khoa học đầu tiên năm 2006.